# Szatania Galeria
Szatania Galeria – duży taras na wschodniej, opadającej na piargi Doliny Mięguszowieckiej ścianie Szatana w Grani Baszt w słowackich Tatrach Wysokich w Grani Baszt, w słowackich Tatrach Wysokich. Znajduje się powyżej czołówki tworzącej najniższą część tej ściany. Poziomo rozciąga się od wschodniego żebra południowego wierzchołka Szatana po wschodnie żebro Szataniej Turni. Szatania Galeria to stromy, jednostajnie nachylony  i głównie trawiasty stok o deniwelacji około 100 m.
W Grani Baszt  liczne obiekty mają szatańskie, czarcie, diabelskie lub piekielne nazewnictwo. Związane są z powtarzającym się zjawiskiem spadania kamieni, które przypisywano diabłom zrzucającym głazy na poszukiwaczy diabelskich skarbów. 

## Drogi wspinaczkowe

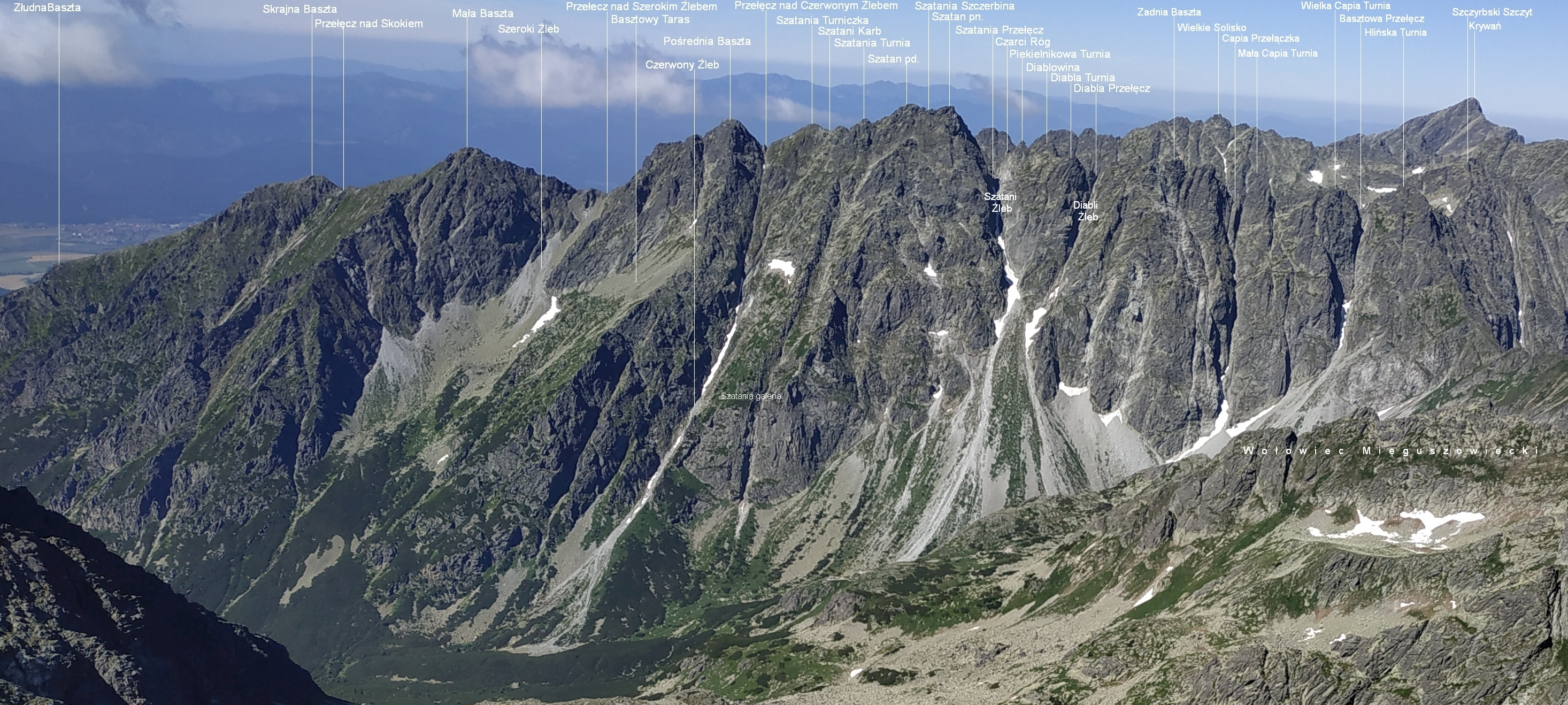
Widok z Rysów

W 2009 r.  było na Szataniej Galerii 13 dróg wspinaczkowych, w tym 11 autorstwa słowackich taterników, ale jako pierwsi galerią przeszli polscy taternicy 7 kwietnia 1972 r. (droga nr 10).
1. Jackovič-Skokan (prawym skrajem ściany); VI+, A1 w skali tatrzańskiej, czas przejścia 6 godz.
2. Cesta pre Kaspara; V, A2, 14 godz.
3. Prawą częścią ściany; V, A2, 10 godz.
4. Środkiem ściany; V, A2, 12 godz.
5. Zeman-Zacek; V+, A2, 17 godz.
6. Popradská cesta; V, A0, 5 godz.
7. Popradská strecha; VI, A2, 6 godz.
8. Direttissima; VI, A0, 6 godz.
9. Magiczna linia; V+, A3, 8 godz.
10. Polska droga; VI, A0, 12 godz.
11. Wodnym żlebem; V+, A0, 8 godz.
12. Filarem Szataniej Turni; IV, 8 godz.
13. Bez boja ne odideš; M6, VI, A0[1].